# Dobrava (gmina Križevci)
Dobrava – wieś w Słowenii, w gminie Križevci. W 2018 roku liczyła 61 mieszkańców.